# Camp de concentració de Ravensbrück

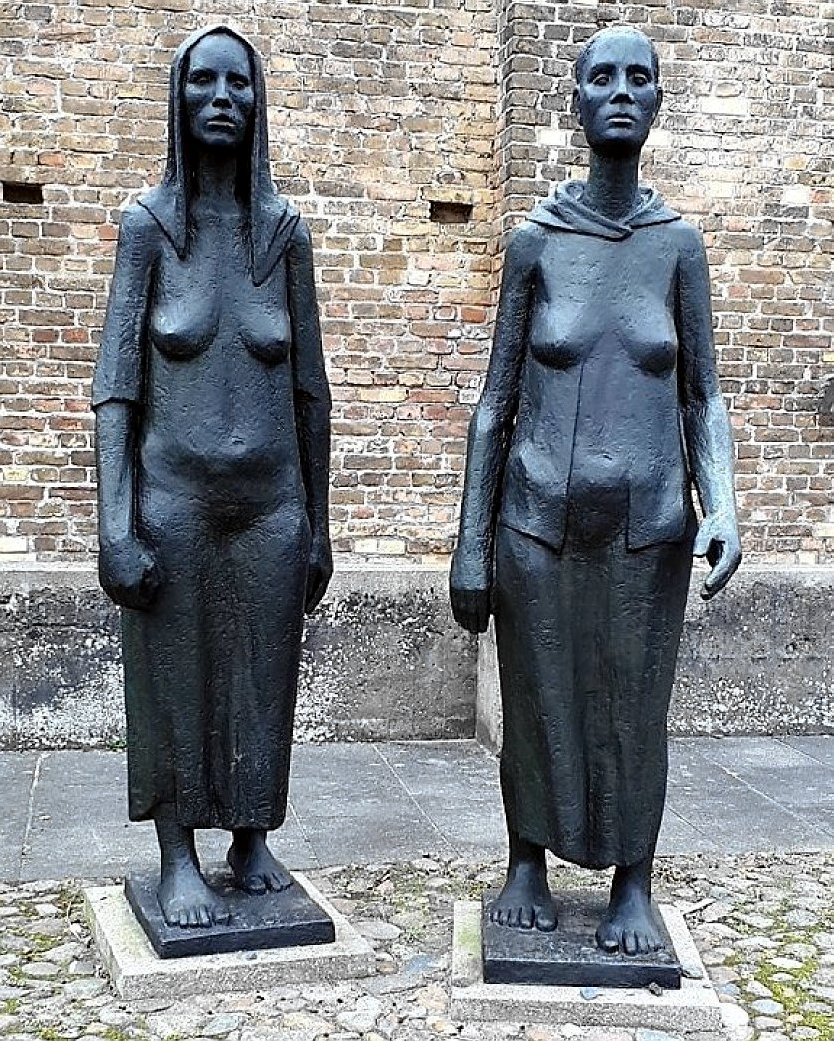
El memorial Nacional de Ravensbrück evoca amb dues exposicions i diverses escultures (foto) el destí dels nens i de les dones deportades al camp. En concret és el monument "Dues dones" de Will Lammert i Fritz Cremer davant del Mur de les Nacions.

Ravensbrück era un camp de concentració nazi exclusivament per a dones situat prop de Fürstenberg, a la regió alemanya de Mecklenburg. Ubicat a uns 90 km de Berlín, el camp quedava amagat en una zona pantanosa però ben comunicat amb la capital. Aquestes característiques el feien ideal per als dos objectius principals d'aquest camp de concentració: l'explotació i l'extermini.
El camp va estar en funcionament des del 15 de maig de 1939 fins al seu alliberament per l'Exèrcit Roig, el maig del 1945, i durant el transcurs de la Segona Guerra Mundial va ser ampliat tres vegades. A Ravensbrück, els nazis van registrar 132.000 dones i nens i 20.000 homes. Algunes de les presoneres procedien dels territoris catalanoparlants, com Conxita Grangé i Beleta,  Generosa Cortina Roig, Sabina Bartolí Gardell, Coloma Seró, Roser Fàbregas Vilà, Neus Català, que hi va ser deportada el febrer del 1944, o Virtudes Cuevas, que hi passà cinc anys. Es calcula que hi van morir més de 92.000 persones. Constanza Martínez Prieto, qui anys després va ser presidenta d'Amical de Mauthausen, va ser una de les supervivents del camp.
La porta d'accés s'obria directament sobre la plaça del camp (Lagerplatz), que tenia la forma d'una llarga avinguda. Hi havia un gran edifici per a les dutxes i les cuines, els despatxos del cap de la seguretat del camp i dels vigilants, els calabossos i el crematori amb la seva xemeneia. El 1945 hi construïren cambres de gas.

## Condicions de vida
Les presoneres recloses en aquest camp i els kommandos treballaven en la producció d'armament per a les empreses alemanyes Siemens i Industriehof. Les condicions de vida eren molt dures:
| « | Moltes de les recluses arribaven al camp embarassades i els metges les feien avortar quan ja estaven de vuit mesos. En altres casos, el metges mataven els nadons immediatament després del part davant de les mares per a estudiar-ne les reaccions psicològiques. Entre el 1943 i el 1945 van néixer a Ravensbrück vuit-cents seixanta-tres nens. Quasi tots van morir.. | » |

Les deportades feien jornades de treball de catorze hores al dia, sense temps per a reposar després de les menjades. El 1942 començaren les primeres "seleccions" per a l'exterminació. Les dones malaltes, les jueves i les gitanes, amb els seus fills, eren gasejades a Bernburg, a prop de Dessau. El doctor Gebhardt, de la Universitat de Berlín, hi practicava els seus experiments. La Neus Català recordava una francesa que es va suïcidar després d'haver-li estat inoculat semen de ximpanzé. Constanza Martínez Prieto, qui va ser presidenta d'Amical de Mauthausen, va ser una de les supervivents del camp.
Malgrat les condicions adverses, les presoneres se les van empescar per a perjudicar la producció d'armament tot fent sabotatges. Per exemple, van descobrir la vulnerabilitat de la pólvora, i hi llençaven mosques o hi escopien, perquè adulterant-la es tornava inservible. També trencaven les premses o en retardaven el ritme mullant-les amb acetona.

## Galeria d'imatges
Les fosses comunes, els forns crematoris o els passadissos dels afusellats són imatges comunes a tots els camps nazis, i també ho són al de Ravensbrück, però en aquest hi havia una particularitat. Montserrat Roig esmenta, a l'obra de referència Els catalans als camps nazis, la imatge de postal i de balneari que hi tenien les instal·lacions dels SS, tal com es pot copsar a les fotografies adjuntes: 
| « | Al voltant del camp hi havia les cases confortables dels SS, els seus jardins, els entorns del llac, els boscos, la sorra..., tot plegat podia ésser un esplèndid paisatge per a decorar un balneari. | » |

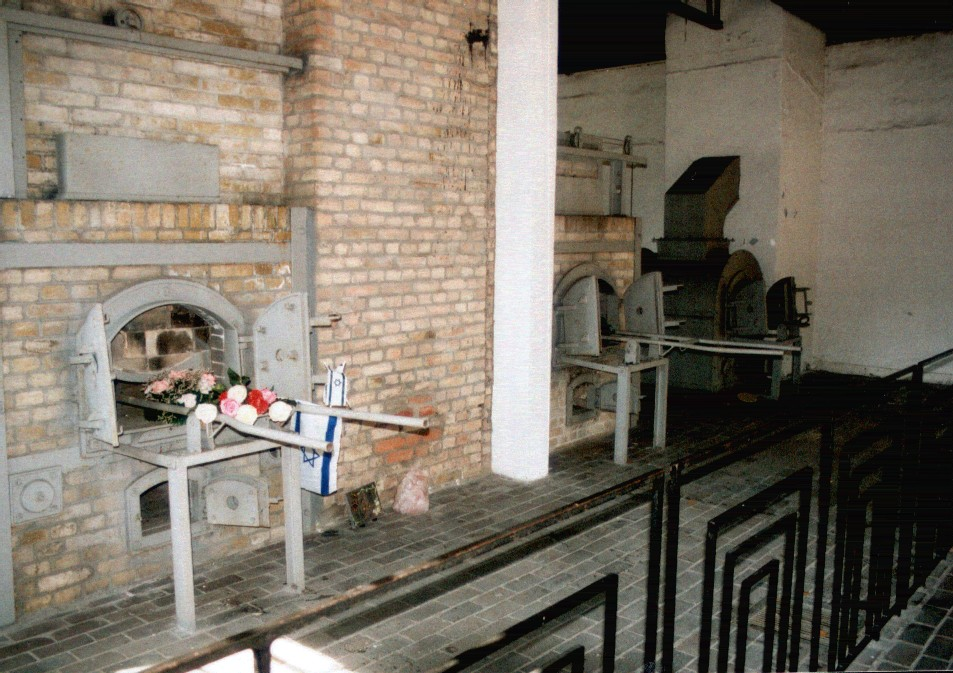
Forns crematoris.
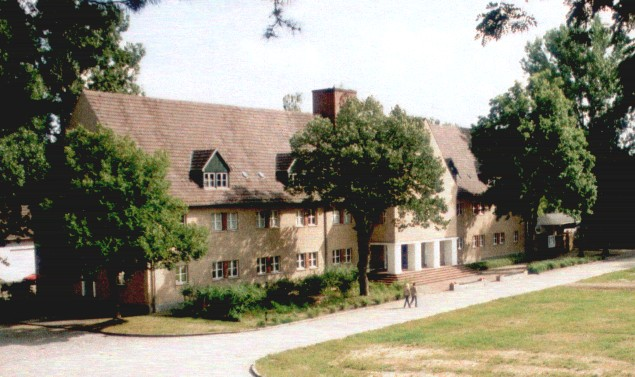
Casa dels comandaments de la SS. Actualment un museu.
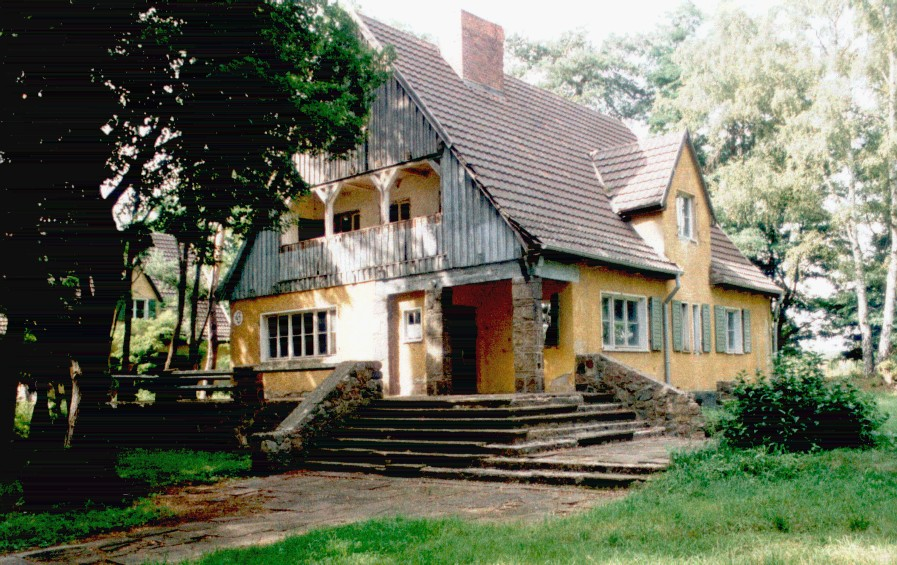
Residència de les SS i de l'Unterführer
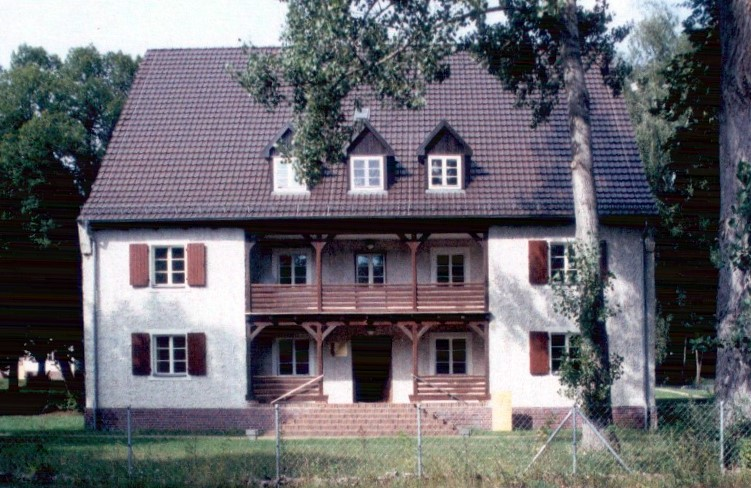
Residència dels guardes de les SS
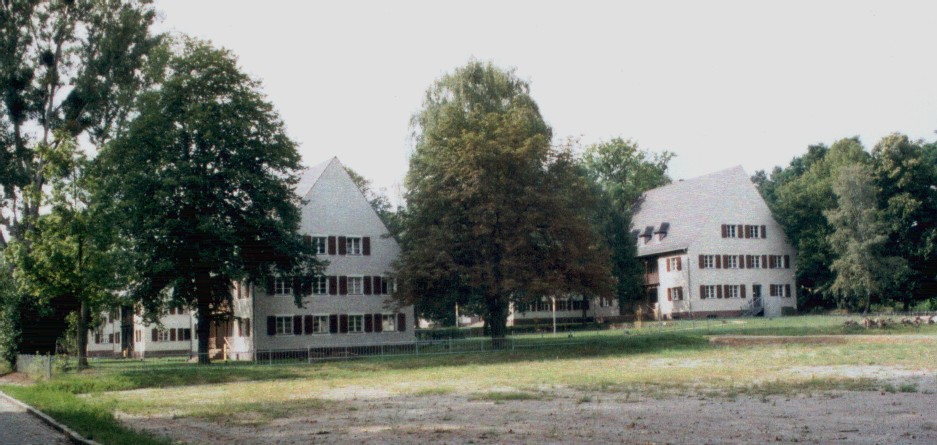
Àrea residencial de les SS